# Felicita Colombo
Pour plus de détails, voir Fiche technique et Distribution.
Felicita Colombo est un film italien réalisé par Mario Mattoli, sorti en 1937.

## Fiche technique
- Titre : Felicita Colombo
- Réalisation : Mario Mattoli
- Scénario : Mario Mattoli, Ivo Perilli et  Aldo De Benedetti d'après la pièce de Giuseppe Adami
- Musique : Cesare Andrea Bixio et Ezio Carabella
- Pays d'origine : Royaume d'Italie
- Format : Noir et blanc - Mono
- Genre : comédie
- Durée : 78 minutes
- Date de sortie : 1937

## Distribution
- Dina Galli : Felicità Colombo
- Armando Falconi : le comte Scotti
- Giuseppe Porelli : Nicolino
- Roberta Mari (it) : Rosetta
- Paolo Varna (it) : Valeriano Scotti
- Angelo Gandolfi (it) : L'administrateur comptable Grossi
- Giovanni Barrella : Carletto
- Nando Tamberlani (it) : Giovannk
- Edda Soligo (it) : une cliente bavarde
- Olinto Cristina (it) : L'ingénieur Hirsch
- Emilio Petacci : le facteur